# Apoidea
Apoidea – nadrodzina owadów z rzędu błonkoskrzydłych, obejmująca pszczoły i grzebacze. Wewnątrz nadrodziny wyróżnia się obecnie 13 rodzin, w tym osiem (w tym jedna wymarła) rodzin pszczół i pięć rodzin grzebaczy. Badania taksonomiczne ujawniły, że pszczoły są grupą wywodzącą się od grzebaczy i razem z nimi tworzą monofiletyczny takson. Gatunki grupowane tradycyjnie jako grzebacze stanowią natomiast najprawdopodobniej kilka linii ewolucyjnych (po wyłączeniu pszczół stanowiłyby razem takson parafiletyczny), obecnie zatem nie stanowią jednego taksonu w obrębie Apoidea. Najbliższym ewolucyjnie taksonem dla nadrodziny Apoidea są mrówki.